# Ernst Jänecke

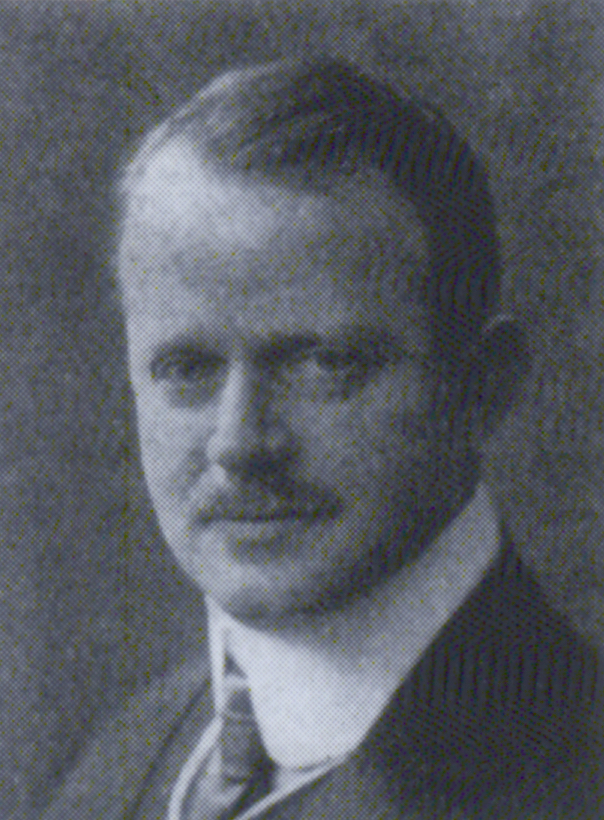
Ernst Jänecke, um 1931

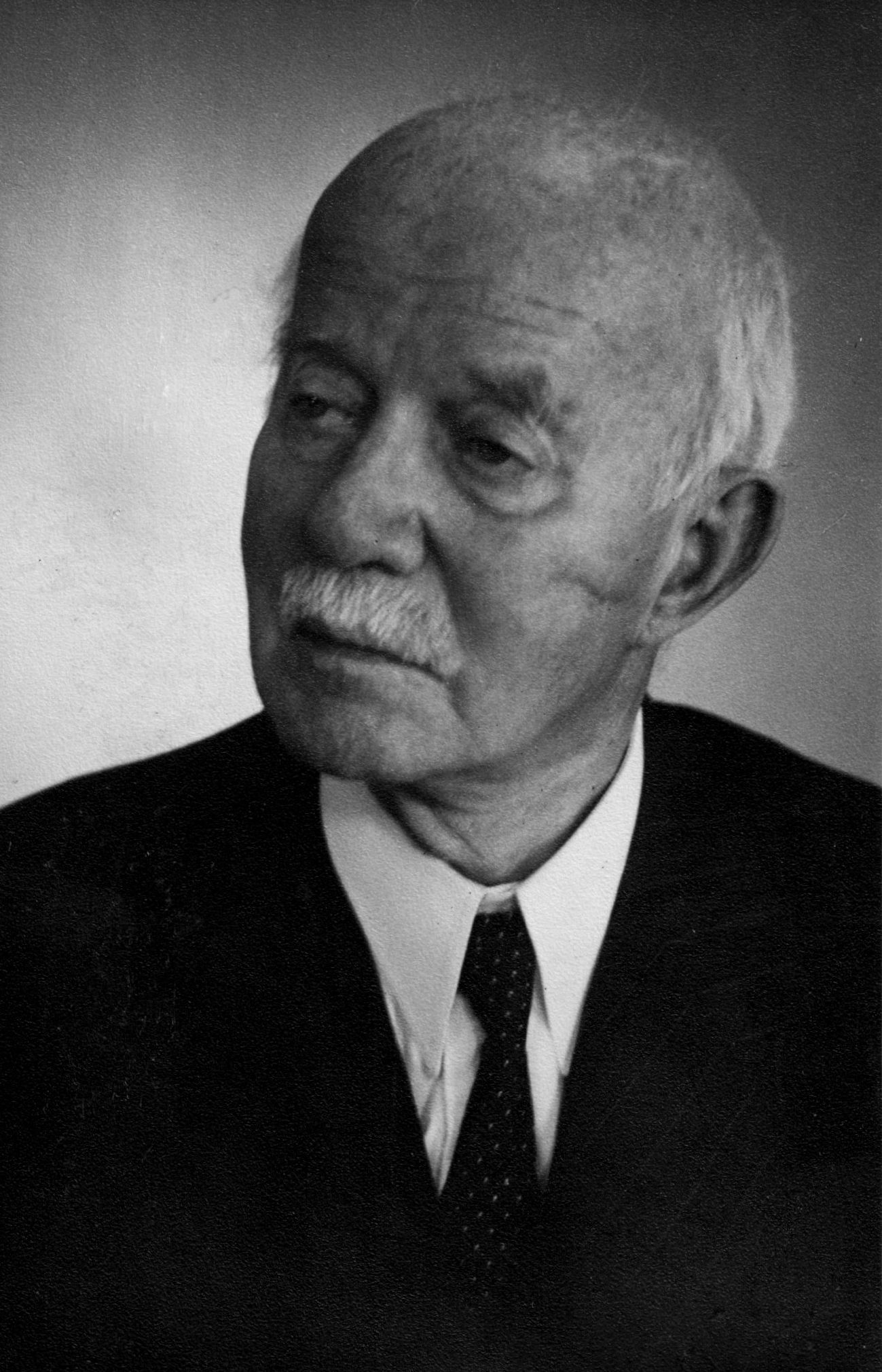
Ernst Jänecke im Alter

Ernst Georg Gustav Jänecke (* 4. März 1875 Altwarmbüchen; † 4. Januar 1957 in Heidelberg) war ein deutscher Chemiker. 

## Leben

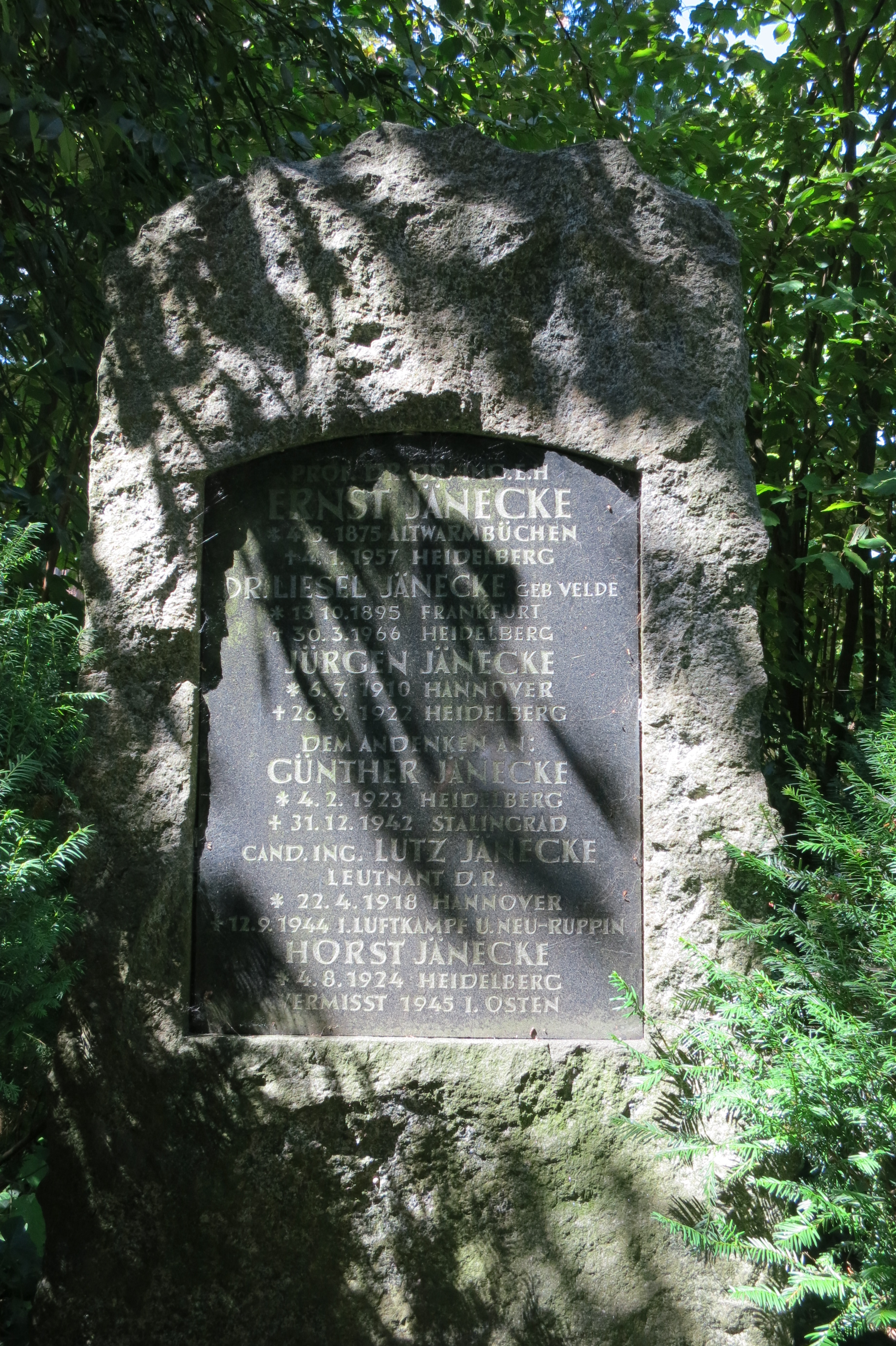
Grabstein auf dem Bergfriedhof von Heidelberg

Als viertes der fünf Kinder (Marie, Karl, Wilhelm, Ernst und Louis) des Hof- und Ziegeleibesitzers in Altwarmbüchen Georg Friedrich William Jänecke (1831–1908) und der Johanne Auguste Karoline, geb. Warnecke (1844–1904) in Altwarmbüchen geboren, besuchte Ernst Jänecke das Realgymnasium I in Hannover. Nach dem Abitur 1894 begann er das Studium der Chemie an der Technischen Hochschule Hannover und wurde Mitglied des Corps Macaro-Visurgia. 1895 wechselte er an die Georg-August-Universität Göttingen, 1896 an die Ludwig-Maximilians-Universität München und 1897 an die Friedrich-Wilhelms-Universität Berlin. Zu seinen akademischen Lehrern gehörten Carl Runge, Walther Nernst, Adolf von Baeyer und Jacobus Henricus van ’t Hoff. 1898 wurde er in Berlin bei Emil Fischer zum Dr. phil. promoviert. Nach dem Militärdienst als Einjährig-Freiwilliger im Füsilier Regiment 73 in Hannover wurde er 1900 Assistent am Anorganisch-Chemischen Laboratorium der Technischen Hochschule Hannover. 1905 habilitierte er sich in Physikalischer Chemie und wurde mit einem Probevortrag über Chemismus der Legierungen Privatdozent. 1912 erhielt er die Ernennung zum Professor.
Nach dem frühen und plötzlichen Tod seiner ersten Ehefrau Hedwig, geborene Smend (1886–1920) verließ er 1920 Hannover und wechselte auf Vermittlung von Max Bodenstein in das Forschungslaboratorium der BASF in Ludwigshafen am Rhein. Auf der Tagung für Metallkunde 1921 in Berlin traf er die angehende Wissenschaftlerin Liesel Velde (1895–1966), die er im gleichen Jahr heiratete. Sie ließen sich 1921 in Heidelberg nieder. 1931 wurde Ernst Jänecke zum ordentlichen Honorarprofessor für Physikalische Chemie an der Ruprecht-Karls-Universität ernannt. 1935 wurde er bei der BASF pensioniert und beendete seine experimentelle Tätigkeit. Bis 1955 hielt er in Heidelberg Vorlesungen. 
Der Schwerpunkt seiner wissenschaftlichen Arbeit lag auf dem Gebiet der Phasenlehre. Er entwickelte die Jänecke-Diagramme, eine Methode zur Darstellung der Sättigungsverhältnisse kompliziert zusammengesetzter Salzlösungen und arbeitete über Legierungen. Bei der BASF forschte er über Ammoniumnitrat und andere Düngersalze. Insgesamt verfasste er über zweihundert wissenschaftliche Veröffentlichungen.
Seiner ersten Ehe mit Hedwig Smend entstammten eine Tochter und zwei Söhne. Der ältere Sohn starb im Alter von 12 Jahren, der jüngere fiel im Zweiten Weltkrieg. Aus seiner zweiten Ehe mit Liesel Velde stammen drei Söhne, von denen die beiden älteren ebenfalls im Zweiten Weltkrieg fielen. Sein überlebender Sohn, Joachim Jänecke (* 5. Februar 1929), ist Physiker und lehrte an der Universität Michigan in Ann Arbor. Bestattet ist Ernst Jänecke auf dem Bergfriedhof in Heidelberg.

## Auszeichnungen
- Dr.-Ing. E. h. der RWTH Aachen, 1930

## Schriften
- Über Amidodiäthylketon, Amidodiäthylcarbinol nebst einigen Derivaten, 1898
- Neue Darstellungsform der wässerigen Lösungen zweier und dreier gleichioniger Salze. In: Zeitschrift für Anorganische Chemie, 1906, Band 51, S. 132–156
- Gesättigte Salzlösungen vom Standpunkt der Phasenlehre, 1908
- Die Königlich Technische Hochschule, in Otto Hugo (Red): Neu-Hannover. Festschrift des Hannoverschen Couriers zur Rathaus-Weihe 1913, Hannover: Gebrüder Jänecke, 1913, S. 50ff.
- Die Entstehung der deutschen Kalisalzlager, 1915, 2. Auflage 1923
- Neues über den Alit, 1928
- Über das reguläre vierdimensionale Fünfzell (geometrisch dargestellt), 1931
- Etwas über die Schrumpfung der Erde, 1932
- Ist das Erdinnere fest?, 1932
- Über heterogene Gleichgewichte chemischer Stoffe in Wissenschaft, Natur und Technik, 1934
- Kurzgefasstes Handbuch aller Legierungen, 1937, 2. Auflage 1949
- Die Welt der chemischen Körper bei hohen und tiefen Temperaturen und Drucken, 1950